# 大根町
大根町（おおねちょう）は、愛知県名古屋市天白区の地名。丁番を持たない単独町名である。住居表示未実施。

## 地理
名古屋市天白区南部に位置する。西は土原三丁目、北は天白町島田、南西は高坂町、南東は御前場町に接する。

## 歴史

### 町名の由来
付近に大根池があることから。『大根』という地名は、『負いね子』という言葉が転化してできた。

### 沿革
- 1961年（昭和36年）12月28日 - 島田土地区画整理組合の設立が認可される[4]。
- 1970年（昭和45年）2月24日 - 昭和区天白町島田の一部により、同区大根町として成立する[1]。
- 1975年（昭和50年）2月1日 - 天白区編入に伴い、同区大根町となる[1]。
- 1984年（昭和59年）7月22日 - 一部が原五丁目に編入される[5]。

## 世帯数と人口
2019年（平成31年）1月1日現在の世帯数と人口は以下の通りである。
| 町丁   | 世帯数    | 人口    |
| ------ | --------- | ------- |
| 大根町 | 1,290世帯 | 2,334人 |

### 人口の変遷
国勢調査による人口の推移
| 2000年（平成12年） | 2,998人 | [ WEB 6 ] |  |
| 2005年（平成17年） | 2,756人 | [ WEB 7 ] |  |
| 2010年（平成22年） | 2,534人 | [ WEB 8 ] |  |
| 2015年（平成27年） | 2,429人 | [ WEB 9 ] |  |

## 学区
市立小・中学校に通う場合、学校等は以下の通りとなる。また、公立高等学校に通う場合の学区は以下の通りとなる。
| 番・番地等 | 小学校                 | 中学校               | 高等学校 |
| ---------- | ---------------------- | -------------------- | -------- |
| 全域       | 名古屋市立しまだ小学校 | 名古屋市立久方中学校 | 尾張学区 |

## 交通
- 愛知県道220号阿野名古屋線[2]

## 施設
- 名古屋市営おおね荘[2]
- 名古屋市立島田第二保育園[2]
- 大根公園[2]

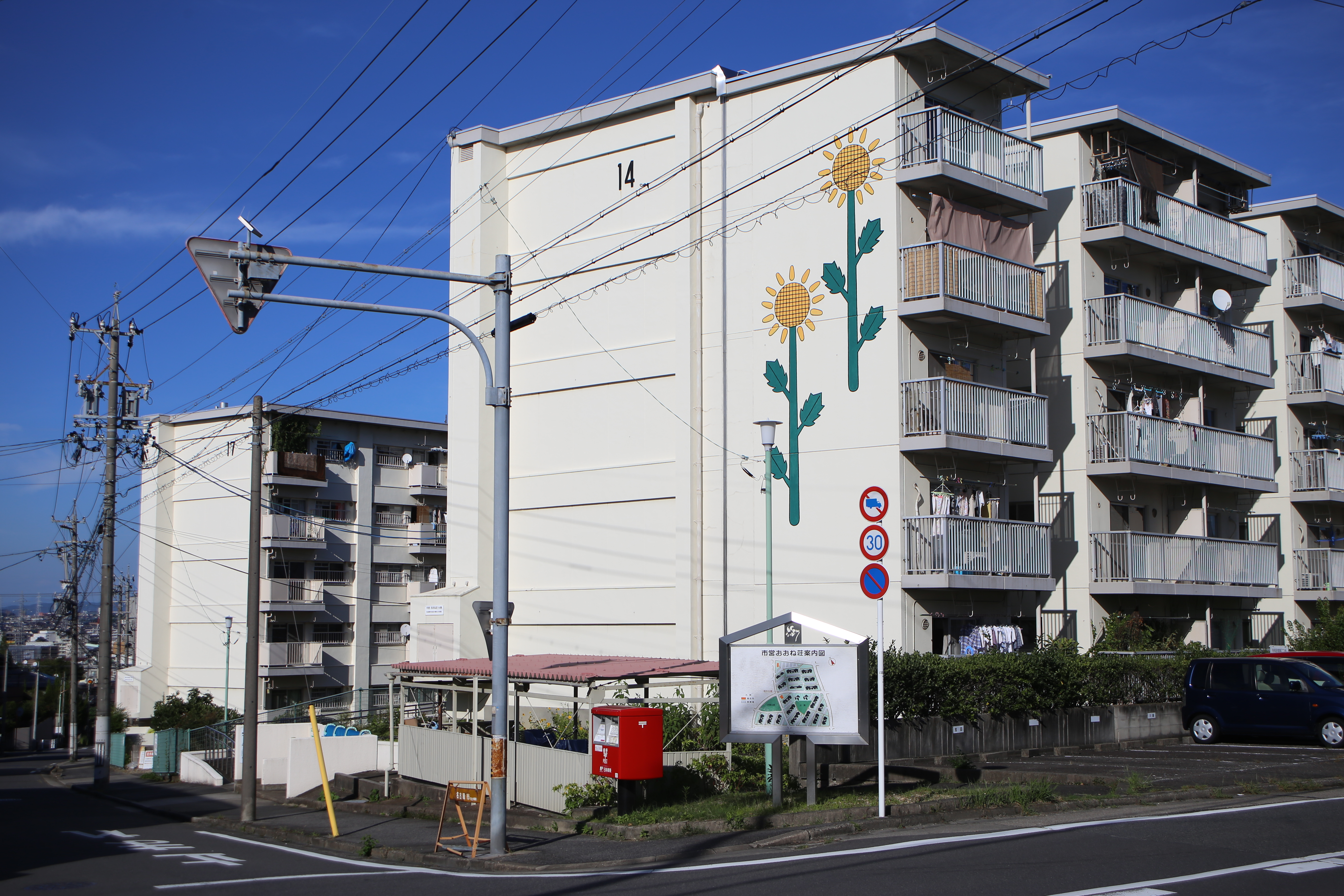
おおね荘

## その他

### 日本郵便
- 郵便番号 : 468-0024[WEB 3]（集配局：天白郵便局[WEB 12]）。